# Tetramorium pulchellum
Tetramorium pulchellum är en myrart som beskrevs av Carlo Emery 1897. Tetramorium pulchellum ingår i släktet Tetramorium och familjen myror. Inga underarter finns listade i Catalogue of Life.